# 上川沿村
上川沿村（かみかわぞいむら）は、秋田県北秋田郡にあった村。現在の大館市中心部の南東一帯、米代川右岸にあたる。

## 地理
- 山：秋葉山、高森、鞍掛山
- 河川：米代川

### 村域
旧来からの6村が大字になる。
- 池内
- 小舘花（字小舘花・字萩ノ岱）
- 根下戸（字根下戸・字下袋）
- 餌釣
- 山館（字山館・字金谷・字羽立・字澤口）
- 中山

## 歴史
- 1880年（明治13年） - 池内村が大館町から分離独立する。
- 1889年（明治22年）4月1日 - 町村制の施行により、池内村、小館花村、根下戸村、餌釣村、山館村、中山村の区域をもって発足。
- 1914年（大正3年）7月1日 - 秋田鉄道が大館駅から扇田駅まで開業し、池内停留所が設置される。
- 1934年（昭和9年）6月1日 - 秋田鉄道が日本国有鉄道に買収されると同時に池内停留所が廃止される。
- 1955年（昭和30年）3月1日 - 大館市に編入。同日上川沿村廃止。

## 交通

### 鉄道路線
- 国鉄[2] 花輪線（開業当時は秋田鉄道）
  - 池内停留所（1914年に設置。1934年国鉄による買収時に廃止）

### 道路
- 国道7号[3]
- 国道103号（国道104号重複）

## 主な施設
- 大館競馬場（1948年に根下戸新町に開設、1955年3月31日大館市に編入後廃止）

## 著名出身者
- 田中健吉 (政治家)